# ファニプロ
合同会社ファニプロは、日本のクリエイティブ制作企業。採用ブランディングを強みにおきつつ、コーポレート、商品・サービスなど様々なブランディングを手掛けています。WEBサイト制作、動画制作、グラフィック制作、SNSコンテンツ企画運用、BI、CIを行っている。

## 概要・沿革
2009年7月7日、映像ディレクターの山川拓也とWebディレクターの稲垣誠が中心となり合同会社ファニプロを設立。
設立の経緯は、リーマン・ショックの影響でリストラを受けキャリアを模索していた山川が「笑顔で働ける人を増やしたい！」と、一念発起したことからで、学生時代に同じ大学へ通っていた稲垣と「採用プロモーションの専門の制作会社を立ち上げ、人の心を動かすクリエイティブを追求しよう」と、法人の設立に至った。
社名の「ファニプロ」は、山川が学生時代に参画していた映像制作サークルの名を受け継いだもの。由来は「自分たちがおもしろい（Funny）と思うことを、一所懸命に追い求めるプロフェッショナル（Professional）であろう」という、山川の想いが反映されている。
東京都杉並区南荻窪での法人設立後は、採用サイトをはじめ、採用活動に用いる動画やパンフレットなどの各種コンテンツを制作。
また、採用関連のクリエイティブ制作を起点とした企業広報・ブランディングサービスも展開中。

## 「働きがい認定企業」に認定
スローガンである“Think Smile”では「私たち自身が笑顔になれる環境、関係があってこそ、クライアント様たちを笑顔にさせるサービスの提供ができる」と定義。
社員の働きがいを高める取り組みが評価され、2022年4月にはGreat Place to Work® Institute Japanより「働きがい認定企業」に認定された。

## 復興支援作品
2011年に発生した東日本大震災に関連する復興支援を行い、Church World Service-Asia/Pacific・国際協力NGOセンター・ピースボートと協力してドキュメンタリー映像を製作。
代表の山川が監督を務め、2011年には石巻でのボランティアの活動を記録した「復興への一歩　－ボランティアと被災者の絆－」を、2012年にはインタビュー映像から仕事・避難・除染・家族と子どもなどの観点で“福島の現実と矛盾”を描いた「FUKUSHIMA NOW　－原発と子どもと農家と、私たち－」をそれぞれ公開した。